# Bandyligan 2011/2012

## Grundserien
| Lag                          | Spelade | Vinster | Oavgjorda | Förluster | Målskillnad | Poäng |
| ---------------------------- | ------- | ------- | --------- | --------- | ----------- | ----- |
| Mikkelin Kampparit           | 18      | 16      | 1         | 1         | 101-39      | 33    |
| IFK Helsingfors              | 18      | 11      | 4         | 3         | 86-51       | 26    |
| Porin Narukerä               | 18      | 10      | 3         | 5         | 99-54       | 23    |
| OLS                          | 18      | 9       | 4         | 5         | 111-81      | 22    |
| Porvoon Akilles              | 18      | 7       | 2         | 9         | 80-91       | 16    |
| Botnia-69, Helsingfors       | 18      | 6       | 4         | 8         | 75-113      | 16    |
| Jyväskylän Seudun Palloseura | 18      | 6       | 3         | 9         | 71-83       | 15    |
| Lappeenrannan Veiterä        | 18      | 5       | 2         | 11        | 76-105      | 12    |
| Warkauden Pallo -35          | 18      | 4       | 1         | 13        | 55-106      | 9     |
| ToPV                         | 18      | 4       | 0         | 14        | 76-107      | 8     |

## Kvartsfinaler
Högre placerat lag började på hemmaplan, förutom i matchserien Akilles-OLS, som inleddes i Borgå, därefter spelades två matcher i Uleåborg.
| Lag 1              | Resultat | Lag 2                        | Match 1 | Match 2 | Match 3 |
| ------------------ | -------- | ---------------------------- | ------- | ------- | ------- |
| Mikkelin Kampparit | 2–0      | Botnia-69                    | 10-3    | 7-1     | -       |
| IFK Helsingfors    | 2–1      | Lappeenrannan Veiterä        | 1-2     | 4-2     | -9-2    |
| Porin Narukerä     | 2–0      | Jyväskylän Seudun Palloseura | 3-2     | 6-3     | -       |
| Porvoon Akilles    | 1–2      | OLS                          | 3-2     | 3-6     | 4-5     |

## Semifinaler
Första matcherna i Uleåborg och Helsingfors. 
| Lag 1           | Resultat | Lag 2              | Match 1         | Match 2         | Match 3 |
| --------------- | -------- | ------------------ | --------------- | --------------- | ------- |
| OLS             | 0–2      | Mikkelin Kampparit | 1-5             | 1-6             | -       |
| IFK Helsingfors | 1–2      | Porin Narukerä     | 7-4 förlängning | 3-4 förlängning | 2-4     |

## Match om tredje pris
Spelades i Helsingfors.
| Lag 1           | Resultat | Lag 2 |
| --------------- | -------- | ----- |
| IFK Helsingfors | 7–0      | OLS   |

## Final
Spelades i S:t Michel, 10 mars 2012. Publik: 3 734.
| Lag 1              | Resultat | Lag 2          |
| ------------------ | -------- | -------------- |
| Mikkelin Kampparit | 6–2      | Porin Narukerä |

## Slutställning
| Placering | Lag                |
| --------- | ------------------ |
| 1.        | Mikkelin Kampparit |
| 2.        | Porin Narukerä     |
| 3.        | IFK Helsingfors    |
| 4.        | OLS                |

## Finska mästarna
Kampparit 2011-2012: Joni Maaranen, Juho Tikka, Juha Mustalahti, Jarkko Honkanen, Nikke Tuhkanen, Jaakko Manninen, Santeri Laitinen, Tero Kumela, Marko Laitinen, Tuomas Liukkonen, Lasse Kyllönen, Kimmo Huotelin, Joonas Kakriainen, Mikko Hyvönen, Markus Hartikainen, Kimmo Kyllönen, Antti Laine, Alpo Kaartinen, Tomi Hauska, Janne Hauska, Jari Purovirta, Jani Kokko.